# Fransk vårbrodd
Fransk vårbrodd (Anthoxanthum aristatum) är en gräsart som beskrevs av Pierre Edmond Boissier. Enligt Catalogue of Life ingår Fransk vårbrodd i släktet vårbroddssläktet och familjen gräs, men enligt Dyntaxa är tillhörigheten istället släktet vårbroddssläktet och familjen gräs. Arten förekommer tillfälligt i Sverige, men reproducerar sig inte. Inga underarter finns listade i Catalogue of Life.

## Bildgalleri

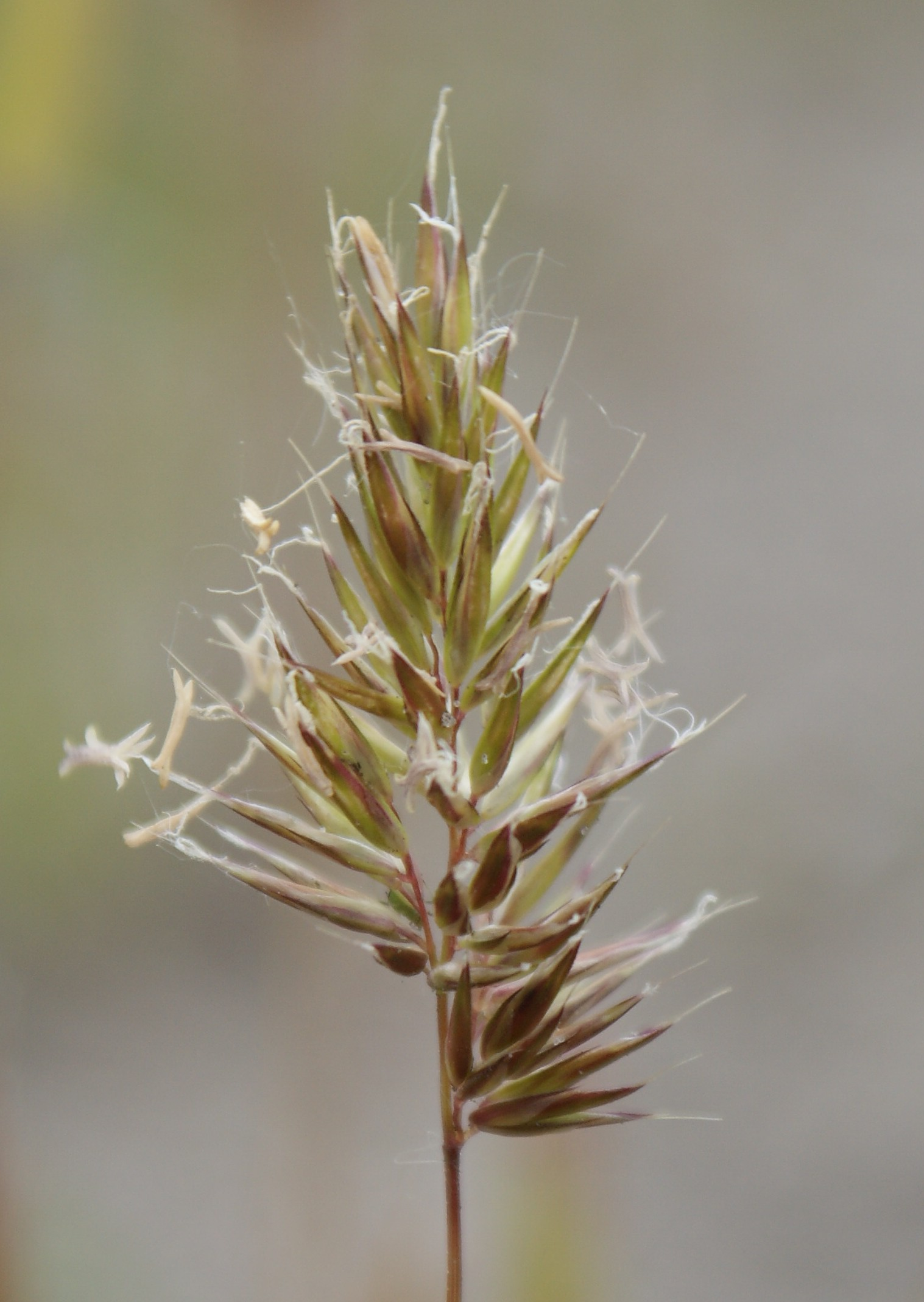
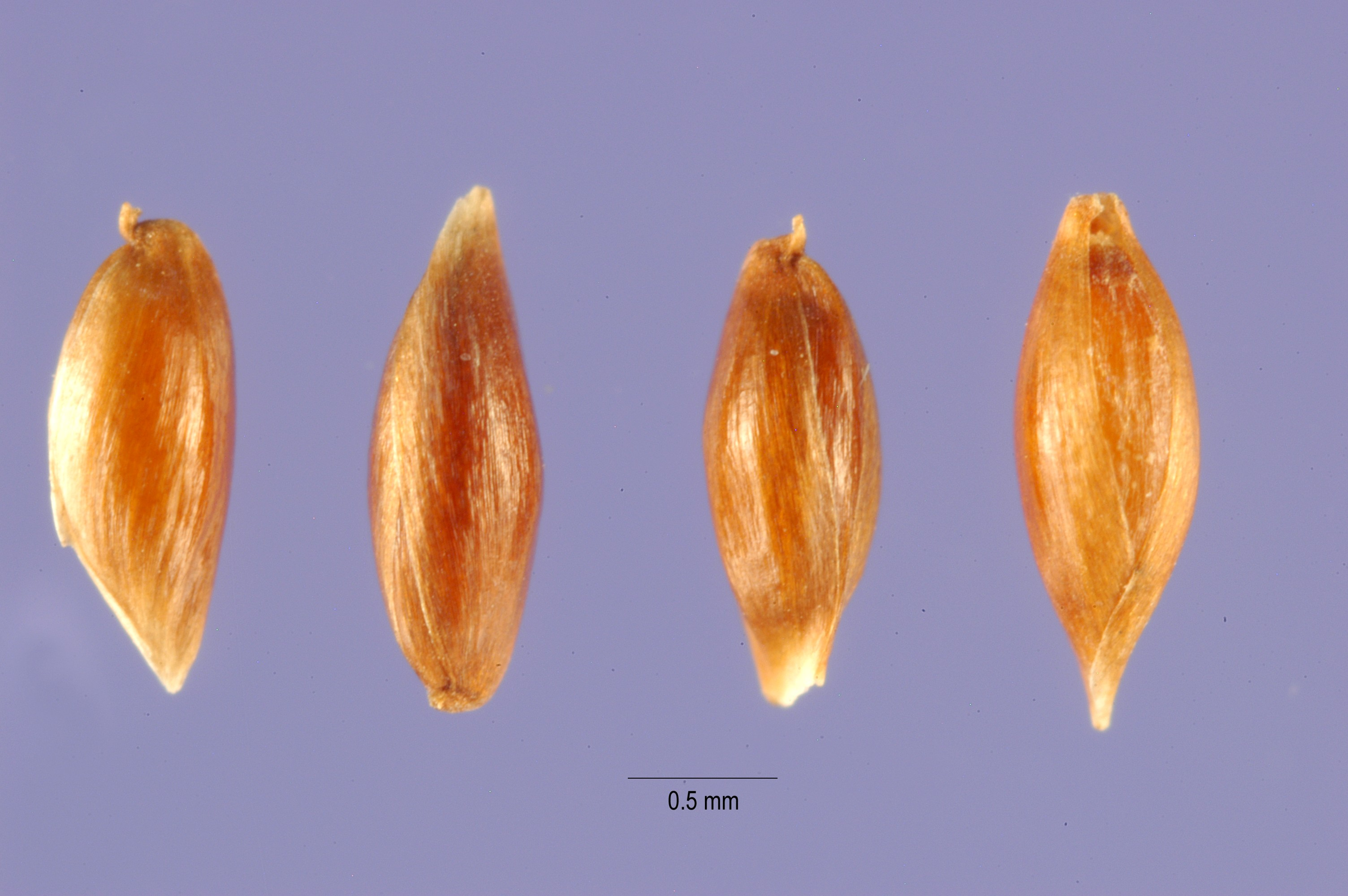
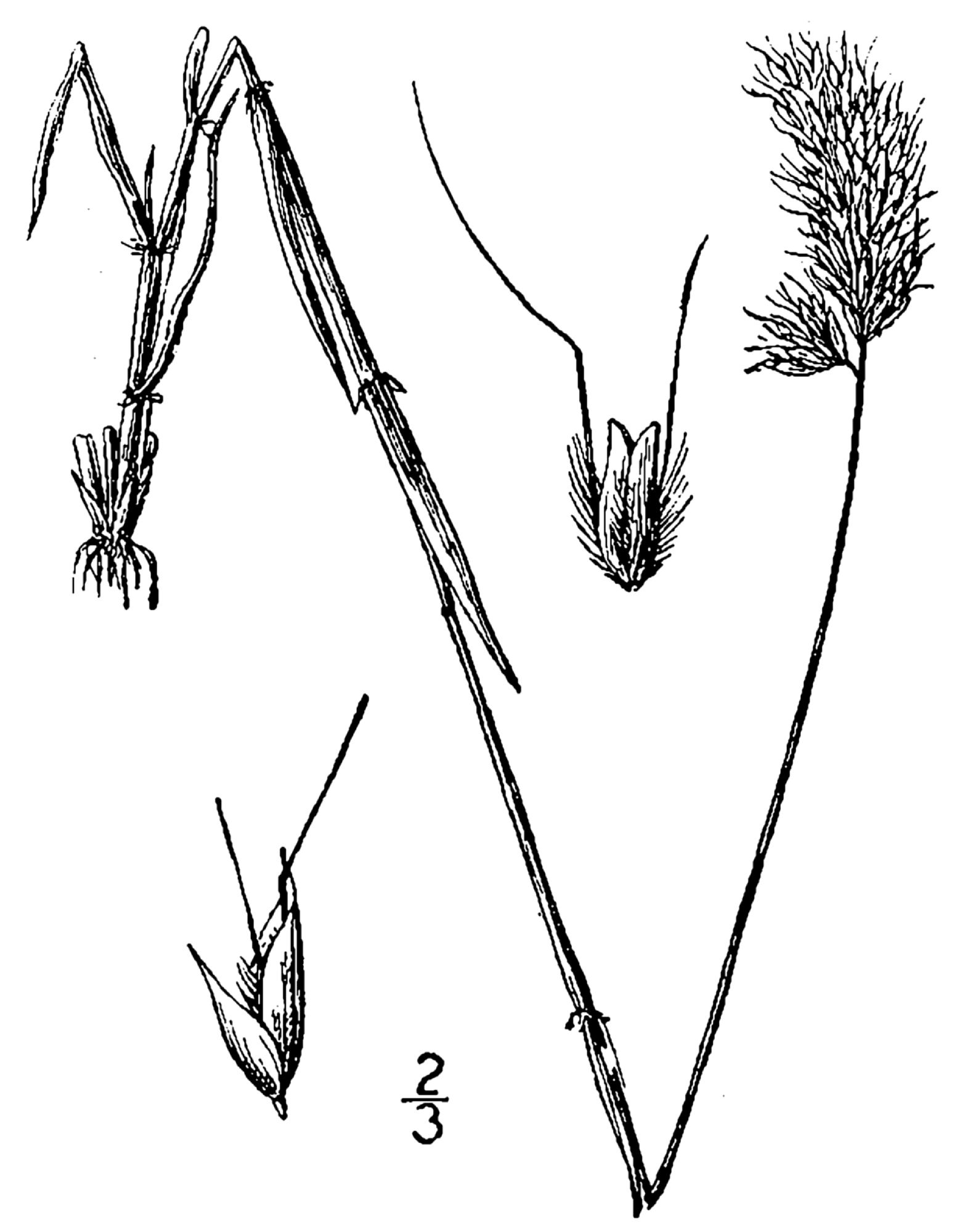
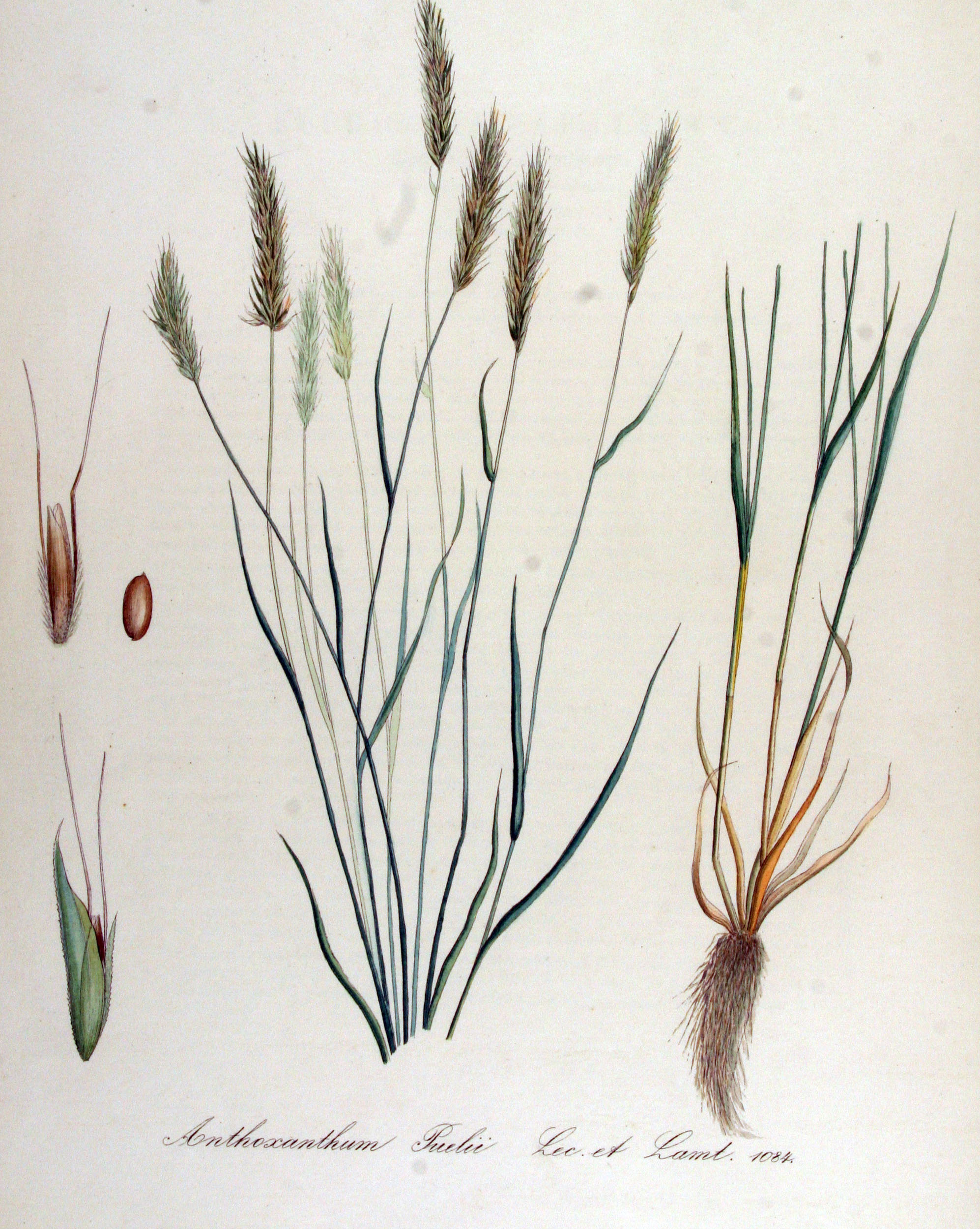